# Генерал-губернатор Індії
Генерал-губернатор Індії (англ. Governor-General of India) або з 1858 по 1947 — Віцекороль і генерал-губернатор Індії (англ. Viceroy and Governor-General of India) — глава Британської адміністрації Індії, а пізніше, після отримання Індією незалежності, формальний глава держави.
Посада створена в 1773 під назвою «генерал-губернатор президенсії Форт Вільям». Посадовець мав прямий контроль над Фортом-Вільям, але також наглядав за іншими посадовцями Британської Ост-Індської компанії в Індії. Повну владу над всією територією, яку контролювала Компанія, він отримав в 1833, тоді ж посада отримала назву «генерал-губернатора Індії».
У 1858 території Компанії перейшли під прямий контроль Британської Корони, а генерал-губернатор став формальним главою Британської Індії, якому були підпорядковані всі її провінції: Пенджаб, Бенгал, Бомбей, Мадрас, Об'єднані Провінції й інші. Крім провінцій, до складу Британської Індії входило багато князівств, що були прямо підпорядковані британському монарху, представником якого також був генерал-губернатор, що для відображення цього факту отримав титул «віце-короля».
Титул «віце-короля» скасований в 1947, коли Індія та Домініон Пакистан отримали незалежність, але посада генерал-губернатора залишалася окремо в обох домініонах до прийняття ними конституцій в 1950 та 1956 відповідно.
До 1858 генерал-губернатор призначався Радою директорів Ост-Індської компанії, після 1858 — британським монархом за порадою британського уряду.
Після 1947 генерал-губернатор призначався британським монархом вже за порадою індійського уряду. Термін служби становив 5 років.

## Дивись також
- Список генерал-губернаторів та віцекоролів Індії